# Lars Örbrink
Lars Magnus Örbrink, född 31 augusti 1942, är en svensk jurist som var lagman i Leksands tingsrätt från 1994 till dess nedläggning 2001.
Örbrink blev juris kandidat vid Uppsala universitet 1967. Han utsågs 7 februari 1985 till rådman i Falu tingsrätt och 17 maj 1990 till rådman i Falu tingsrätt. och han utsågs 11 maj 1994 till lagman i Leksands tingsrätt. Vid denna tingsrätt nedläggning övergick Örbrink till en domartjänst vid Mora tingsrätt.